# Лентідіум середземноморський
Лентідіум середземноморський (Lentidium mediterraneum) — вид морських молюсків родини Корбулові (Corbulidae).

## Характеристика
Черепашка видовжено-овальна, слабовипукла, нерівностулкова. Права стулка дещо вища за ліву, її нижні краї заходить за край лівої стулки. Маківки маленькі, направлені назад, частіш центральні, рідко посунуті дещо вперед або назад. Кардинальний зуб правої стулки крупний, трикутний; на лівій стулці — маленький. На правій стулці вздовж замкового краю попереду позаду йдуть тонкі зубоподібні платівки, що обмежують борозни, в які входить край лівої стулки. Крупний хондрофор подвоєний на кінці, мускульні відбитки округлі, передній дещо більший за задній. Мантійна лінія має неглибокий закруглений синус.
Забарвлення черепашки біле із відтінками від жовтого до помаранчевого. Довжина мушлі до 10 мм, висота — до 6 мм, ширина — до 4 мм.

## Ареал
Широко поширений в усіх морях середземноморського басейну де віддає перевагу розпрісненим ділянкам. В Азовському морі живе при солоності не нижчої за 5%o, у Чорному зустрічається в розпріснених ділянках поблизу річкових гирл і у лиманах, рідше на відкритих ділянках на глибині до 10-12 м.